# Фрам, Нильс
Нильс Фрам (род. 20 сентября 1982) — немецкий музыкант, композитор и продюсер из Берлина. Известен комбинированием классической и электронной музыки, и необычным подходом к клавишным, в котором совмещены рояль, пианино, синтезатор Roland Juno-60, родес-пиано, драм-машины и аналоговый синтезатор Moog Taurus.
В дополнение к своей сольной работе Фрам отметился сотрудничеством с такими известными исполнителями, как Энн Мюллер, Оулавюр Арнальдс, F. S. Blumm и Woodkid. С Фредериком Гмайнером и Себастьяном Сингвальдом он записывается и выступает как Nonkeen.

## Биография
С музыкой Фрам познакомился в раннем возрасте. Его отец, Клаус Фрам, был фотографом и помимо прочего создавал обложки для ECM Records. Нильс Фрам вырос под Гамбургом, где изучал произведения как классических, так и современных композиторов. В школе работал с микшерными пультами и был очень заинтересован качеством записываемого звука. В течение восьми лет изучал классическое фортепиано под началом Наума Бродского. В 2006 году, вместо того, чтобы начать музыкальную карьеру, Фрам переехал в Берлин и стал работать техником.
Ранние сольные работы Фрама «Wintermusik» (2009) и «The Bells» (2009) привлекли к ним внимание, но только релиз 2011 года «Felt» получил признание критиков. Это был его первый студийный альбом на лейбле Erased Tapes, который с тех пор стал выпускать его музыку. Следом последовали сольный синтезаторный альбом «Juno» и «Screws» (2012), записанный во время восстановления Фрама после травмы большого пальца, и который был предложен поклонникам для публичной загрузки в день его рождения. Следующая после «Juno» работа, названная «Juno Reworked» (2013), представляла собой переработку, выполненную Люком Эбботом и Крисом Кларком.
Альбом Фрама «Spaces» (2013) был собран из концертных записей за предыдущие два года.
В декабре 2013 года Фрам выпускает свой первый сборник нот, «Sheets Eins» (Ноты один), опубликованный издательством Manners McDade. В 2016 году выпущен сборник «Sheets Zwei» (Ноты два).
В 2014 году Фрам анонсирует новое пианино «Una Corda», специально спроектированное и сделанное для него David Klavins. Оно весит меньше 100 кг и имеет одну струну на клавишу (у обычных пианино на клавишу приходится от одной до трех струн).
Его альбом «Solo» (2015), импровизация с одной попытки без наложений, был записан на «Modell 370», на пианино высотой 370 см, также сделанного фирмой David Klavins. Это была одна из 19 записей, номинированных на награду «IMPALA Album of the Year Award».
Сжатая версия сингла «More» была представлена в трейлере видеоигры Assassin's Creed Unity.
В 2015 году Фрам впервые написал музыку к фильму, для немецкого фильма «Виктория», 140 минутной ленты, снятой одним дублем режиссёром Себастьяном Шиппером. Также сотрудничал с Woodkid в работе над короткометражным фильмом «ELLIS», который получил признание критиков. В том же году Фрам устроил «День фортепиано», празднуя 88-й день года (в стандартном фортепиано 88 клавиш). Первым проектом было создание в партнерстве с David Klavins фортепианного произведения Modell 450, преемника Modell 370.
В феврале 2016 года Фрам выпустил работу «The Gamble», за которой в августе того же года последовала запись «Oddments of the Gamble». Сайт Pitchfork охарактеризовал этот альбом как «обаятельно склеенный и неряшливый, при этом быстрый и динамичный». Материал записывался в течение восьми лет, обложку альбома сделал отец Нильса.

## Мировоззрение
Фрам сказал: «Я интересуюсь тем, как люди реагируют в определенных ситуациях и как музыка влияет на их эмоции. Как мы можем изменить отношение людей к звукам. После того, как я хорошо отыграю концерт, люди покидают зал счастливыми. Это то, что мы можем вернуть миру. Когда люди чувствуют себя паршиво и кажется, что все катится к черту, по крайней мере мы можем дать им музыку и изменить их отношение, и они перестают думать, что всё так уж плохо… Вот такая моя вера».

## Оборудование

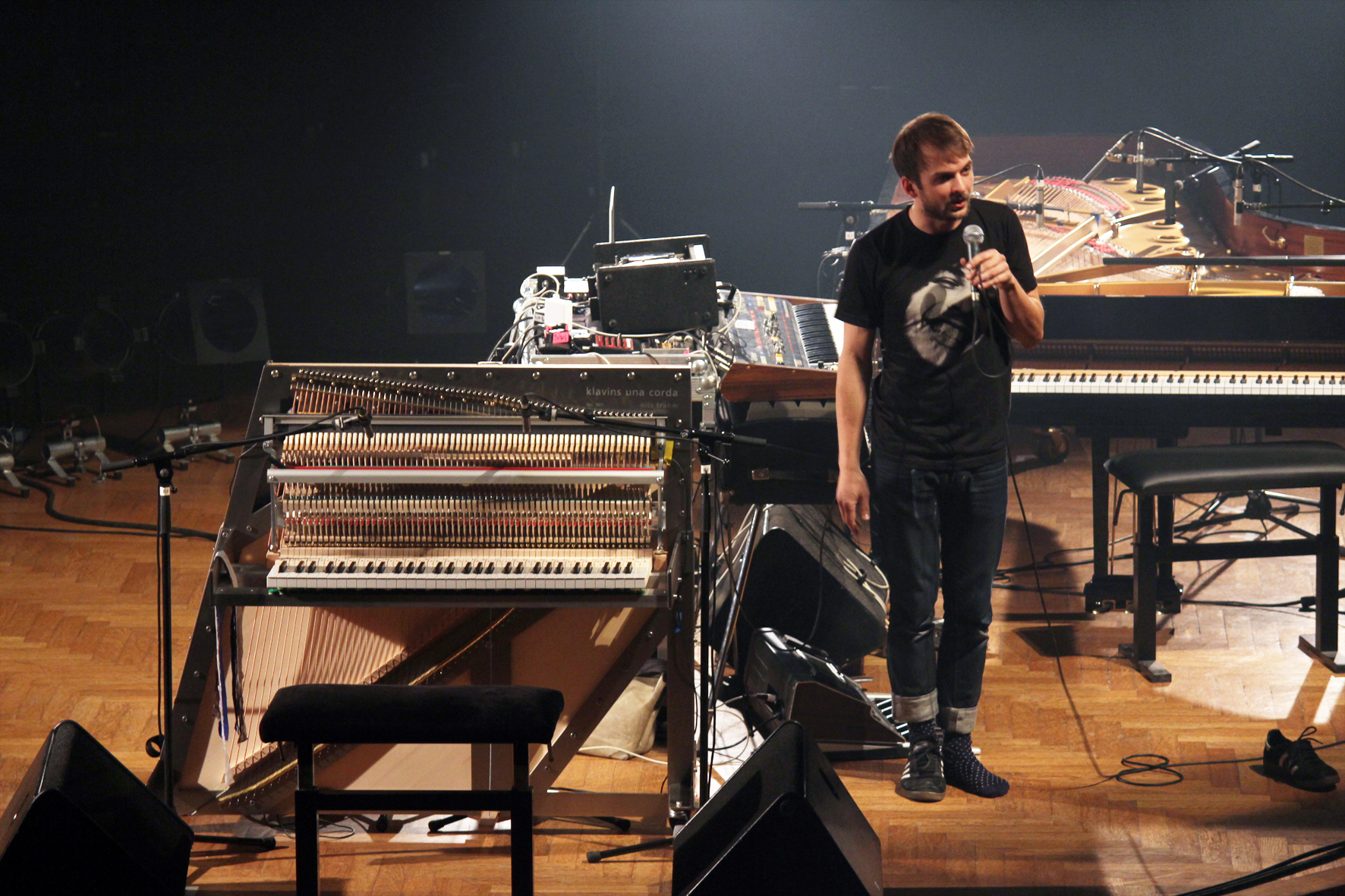
Нильс Фрам и Una Corda (впереди), Roland Juno-60 (за ним), Fender Rhodes (под Juno-60), Roland RE-501 (наверху за Juno-60), Moog Taurus (на полу за ним) и другое оборудование.

Фрам известен также тем, что использует винтажное оборудование для записей и выступлений. Вот список его основного оборудования:
- Roland Juno-60
- Fender Rhodes
- Oberheim Four Voice
- Korg PS-3100
- Roland SH-2
- Moog Memorymoog
- Dynacord VRS-23
- Mellotron M400
- Roland RE-501 Chorus Echo
- Studer A80 Tape Recorder
- Nagra IV-S
- Binson Echorec 2
- Universal Audio 1176 Blue Strip Fet Limiter
- Melodium 42b
- Electro-Harmonix XO Germanium OD Overdrive
- Electro-Harmonix #1 Echo Digital Delay Guitar Effects Pedal
- Moog Taurus Bass Pedal Synthesizer Version 3
- Ernie Ball Volume Pedal
- Moog MF-102 Moogerfooger Ring Modulator
- MFB-522 (drum machine)
- Vermona DRM1 (drum machine)

## Дискография

### Сольные альбомы
- Streichelfisch (2005, AtelierMusik)
- Electric Piano (2008, AtelierMusik)
- My First EP (2008, AtelierMusik)
- The Bells (2009, Kning Disk, Erased Tapes)
- Felt (2011, Erased Tapes)
- Screws (2012, Erased Tapes)
- Spaces (2013, Erased Tapes)
- Solo (2015, Erased Tapes)
- All Melody (2018, Erased Tapes)
- All Encores (2019, Erased Tapes)

### Студийные записи
- Wintermusik (2009, AtelierMusik)
- Unter/Über (2010, Erased Tapes)
- Juno (2011, Erased Tapes)
- Encores 1 (2018, Erased Tapes)
- Encores 2 (2019, Erased Tapes)[18]
- Encores 3 (2019, Erased Tapes)

### Сборники
- Screws Reworked (2015, Erased Tapes)
- Late Night Tales: Nils Frahm (2015, Late Night Tales)

### Саундтреки
- Music for the Motion Picture Victoria (2015, Erased Tapes)
- ELLIS (2016, Erased Tape, with Woodkid)

### Сотрудничество
- Dauw (Split) (2009, Dekorder, with Machinefabriek)
- Music for lovers Music versus time (2010, Sonic Pieces, with F.S. Blumm)
- 7Fingers (2010, HUSH, Erased Tapes, with Anne Müller)
- Mort Aux Vaches (2011, Staalplaat, with Peter Broderick, Machinefabriek, Romke Kleefstra, Anne-Chris Bakker, Jan Kleefstra)
- Stare (2012, Erased Tapes, with Ólafur Arnalds)
- Music for wobbling Music versus gravity (2013, Sonic Pieces, with F.S. Blumm)
- Life Story Love And Glory (Erased Tapes, with Ólafur Arnalds)
- Loon (2015, Erased Tapes, with Ólafur Arnalds)
- Collaborative Works (2015, Erased Tapes, with Ólafur Arnalds)
- Trance Frendz (2016, Erased Tapes, with Ólafur Arnalds)
- The Gamble (2016, Durton Studio, with Frederic Gmeiner and Sebastian Singwald)
- Tag Eins Tag Zwei (2016, Sonic Pieces, with F.S.Blumm)
- Bergschrund (2016, Mass Appeal, with DJ Shadow)

### Театр
- Laughter in the dark (2014, with Hotel Pro Forma)

### Печать
- Sheets Eins (2013, Manners Mcdade/Erased Tapes)
- Sheets Zwei (2016, Manners Mcdade/Erased Tapes)